# Csigérszőllős község
Csigérszőllős község (románul: Comuna Seleuș) község Arad megyében, Romániában. Központja Csigérszőllős, beosztott falvai Csigérgyarmat, Marót.

## Népessége
A 2011-es népszámlálás adatai alapján a község népessége 3044 fő volt.